# تائورمینا
تائورمینا (به ایتالیایی: Taormina) یک کومونه در ایتالیا است که در استان مسینا واقع شده‌است.
تائورمینا شهری در استان کلان‌شهری مسینا، در ساحل شرقی جزیرهٔ سیسیل در ایتالیا است. این شهر از قرن نوزدهم میلادی به مقصدی گردشگری بدل شده‌ است. سواحل آن در کنار دریای یون، از جمله ساحل «ایزولا بلا»، از طریق تله‌کابینی که در سال ۱۹۹۲ ساخته شد، و همچنین بزرگراه‌هایی که از مسینا در شمال و کاتانیا در جنوب می‌آیند، قابل دسترسی‌اند. در روزهای ۲۶ و ۲۷ مهٔ ۲۰۱۷، تائورمینا میزبان چهل‌وسومین نشست گروه هفت (جی۷) بود.
تائورمینا کیلومترمربع مساحت و ۱۱٬۰۷۵ نفر جمعیت دارد و ۲۰۴ متر بالاتر از سطح دریا واقع شده‌است.

## تاریخ
پیشینهٔ تائورمینا به پیش از آن بازمی‌گردد که یونانیان باستان در سال ۷۳۴ پیش از میلاد نخستین مستعمرهٔ خود را در سیسیل، در ناحیهٔ ماگنا گراسیا، بنیان نهادند. پس از فروپاشی امپراتوری روم غربی، تائورمینا همچنان یکی از شهرهای مهم جزیره باقی ماند و مانند سایر بخش‌های سیسیل، تحت حکومت پادشاهان بیگانه گوناگون قرار گرفت. پس از اتحاد ایتالیا، این شهر به مقصدی محبوب برای گردشگران ثروتمند اروپای شمالی تبدیل شد و به عنوان پناهگاهی پذیرا برای هنرمندان و مردان همجنس‌گرا شهرت یافت.

## جاذبه‌های اصلی
تائورمینای کنونی بر جایگاه باستانی خود ساخته شده‌ است؛ بر تپه‌ای که آخرین پیش‌آمدگی رشته‌کوهی به‌شمار می‌آید که از دماغهٔ پلوروس در امتداد ساحل کشیده شده‌ است. محل شهر قدیم حدود ۲۵۰ متر بالاتر از سطح دریاست و صخره‌ای بسیار شیب‌دار و تقریباً جداافتاده، که قلعه‌ای نورمانی بر فرازش است، ۱۵۰ متر دیگر ارتفاع دارد. این محل احتمالاً جایگاه ارکس (دژ) یا استحکامات باستانی بوده که نویسندگان باستان به آن اشاره کرده‌اند. بخش‌هایی از دیوارهای باستانی هنوز در نقاطی پیرامون لبهٔ تپه قابل تشخیص‌اند؛ و تمام قلهٔ این تپه در گذشته شهر باستانی را دربرمی‌گرفته‌ است. در سرتاسر این منطقه، بقایای متعددی از بناهای باستانی دیده می‌شود؛ از جمله مخازن آب بزرگ، آرامگاه‌ها، کف‌پوش‌های موزاییکی و سازه‌ای بزرگ که به‌طور سنتی «نئوماکیا» نامیده می‌شود، هرچند کاربرد دقیق آن مشخص نیست.
قلعهٔ ساراسن: این قلعه که حدود ۴۰۰ متر بالاتر از سطح دریا، بر صخره‌ای در کوه «تائورو» قرار دارد، در دوران سلطهٔ عرب‌ها ساخته شده‌ است. این دژ بر شهر تائورمینا و خلیج زیبای آن مسلط بوده و امکان نظارت بر درهٔ رودخانهٔ آلکانتارا را فراهم می‌کرد.
نکروپولیس عربی: این آرامستان، احتمالاً بین قرن‌های نهم تا یازدهم ساخته شده و شامل حجره‌هایی متقارن و چندطبقه است. این نکروپولیس در بیرون دیوارهای دفاعی تائورمینا قرار دارد و به‌سمت شمال‌شرق، بین ویرانه‌های موجود و کلیسای سن پیترو امتداد می‌یابد.
تئاتر باستانی تائورمینا بیشتر با آجر ساخته شده و از همین‌رو احتمالاً به دوران رومی تعلق دارد، گرچه نقشه و شیوهٔ ساخت آن بیشتر به تئاترهای یونانی شبیه است تا رومی. از این‌رو احتمال دارد که بنای کنونی بر پایه‌های یک تئاتر قدیمی‌تر یونانی بازسازی شده باشد. قطر این تئاتر (پس از گسترش در قرن دوم میلادی) ۱۰۹ متر است و از این نظر دومین تئاتر بزرگ از نوع خود در سیسیل (پس از تئاتر سیراکوس) به‌شمار می‌آید. این تئاتر امروزه میزبان اجراهای اپرا، تئاتر و کنسرت است. بیشتر صندلی‌های اصلی آن از میان رفته‌اند، اما دیوار پیرامون جایگاه تماشاگران حفظ شده‌ است. صحنه و دیوار پشتی آن و بخش‌های وابسته، که در بیشتر تئاترهای باستانی فقط نشانه‌هایی از آن باقی مانده‌، در اینجا به‌طور کم‌نظیری سالم مانده‌اند. تزئینات معماری باقی‌مانده نشان می‌دهد که سبک آن‌ها کرنتی بوده و تزیینات غنی داشته‌اند. همچنین بخش‌هایی از یک معبد در اینجا قابل مشاهده است که بعدها به کلیسای سن پانکراتسیو تبدیل شده، گرچه اندازهٔ آن کوچک است.
دیگر دیدنی‌های تائورمینا شامل: کاخ کورواجا (از سده‌های دوازدهم تا چهاردهم)، کلیسای جامع تائورمینا (مربوط به سدهٔ سیزدهم)، فواره‌ای باروک از سال ۱۶۳۵، کاخ دوک‌های سانتو استفانو با سبک گوتیک سدهٔ چهاردهم، کلیسای سن دومنیکو، کلیسای انگلیکان سن جورج و باغ‌های عمومی «ویلا کوموناله» است.

## نگارخانه

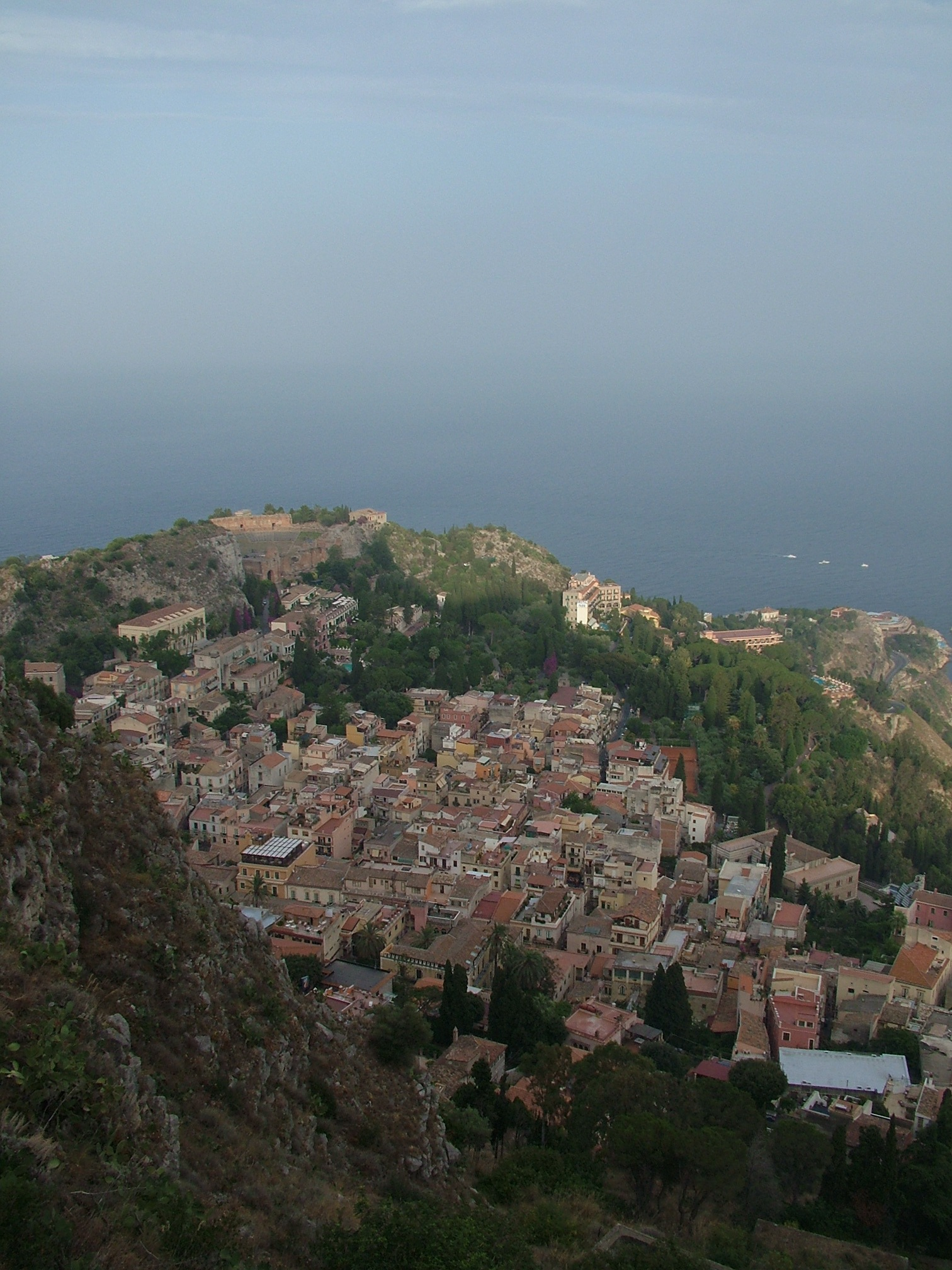
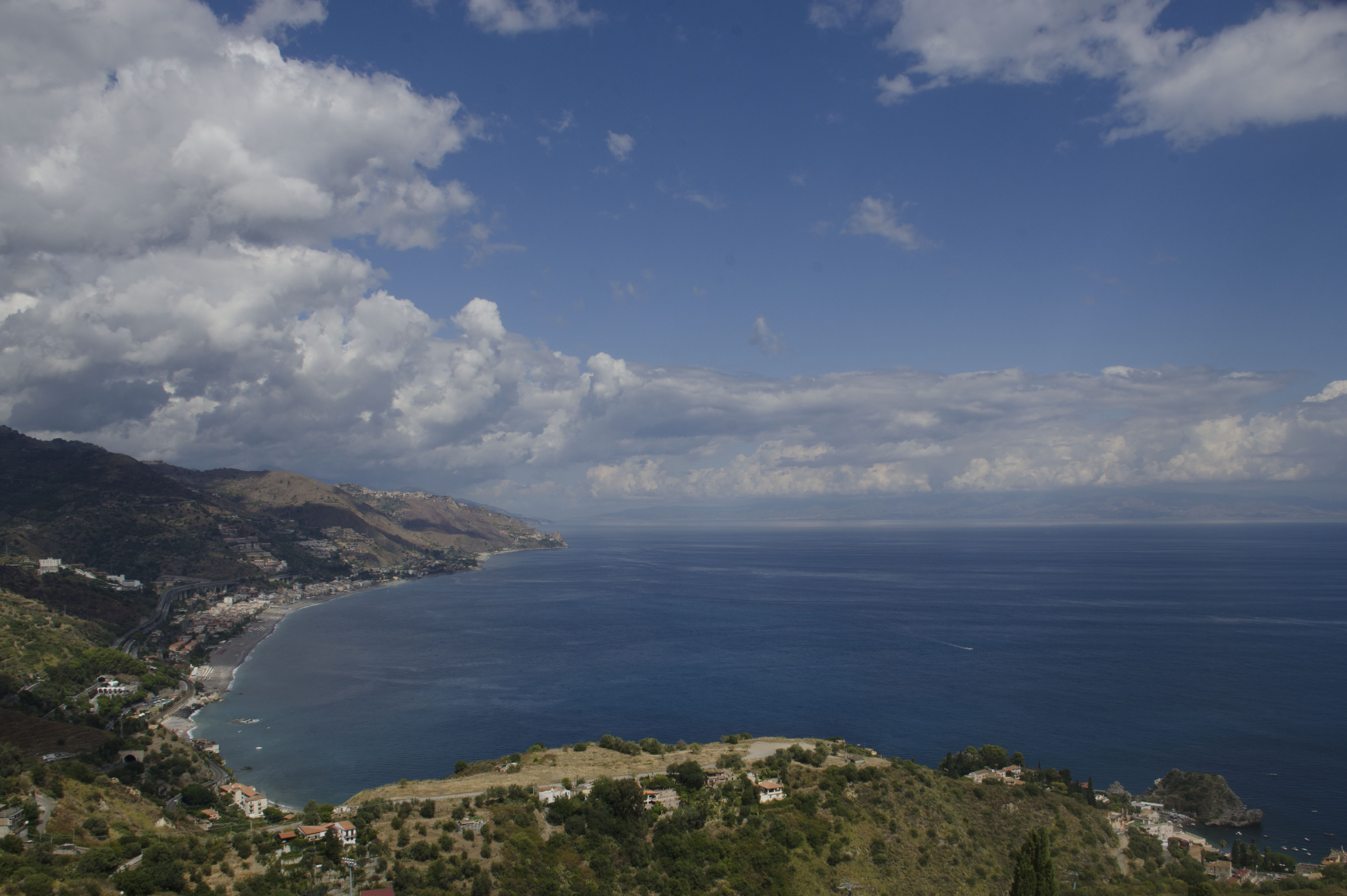
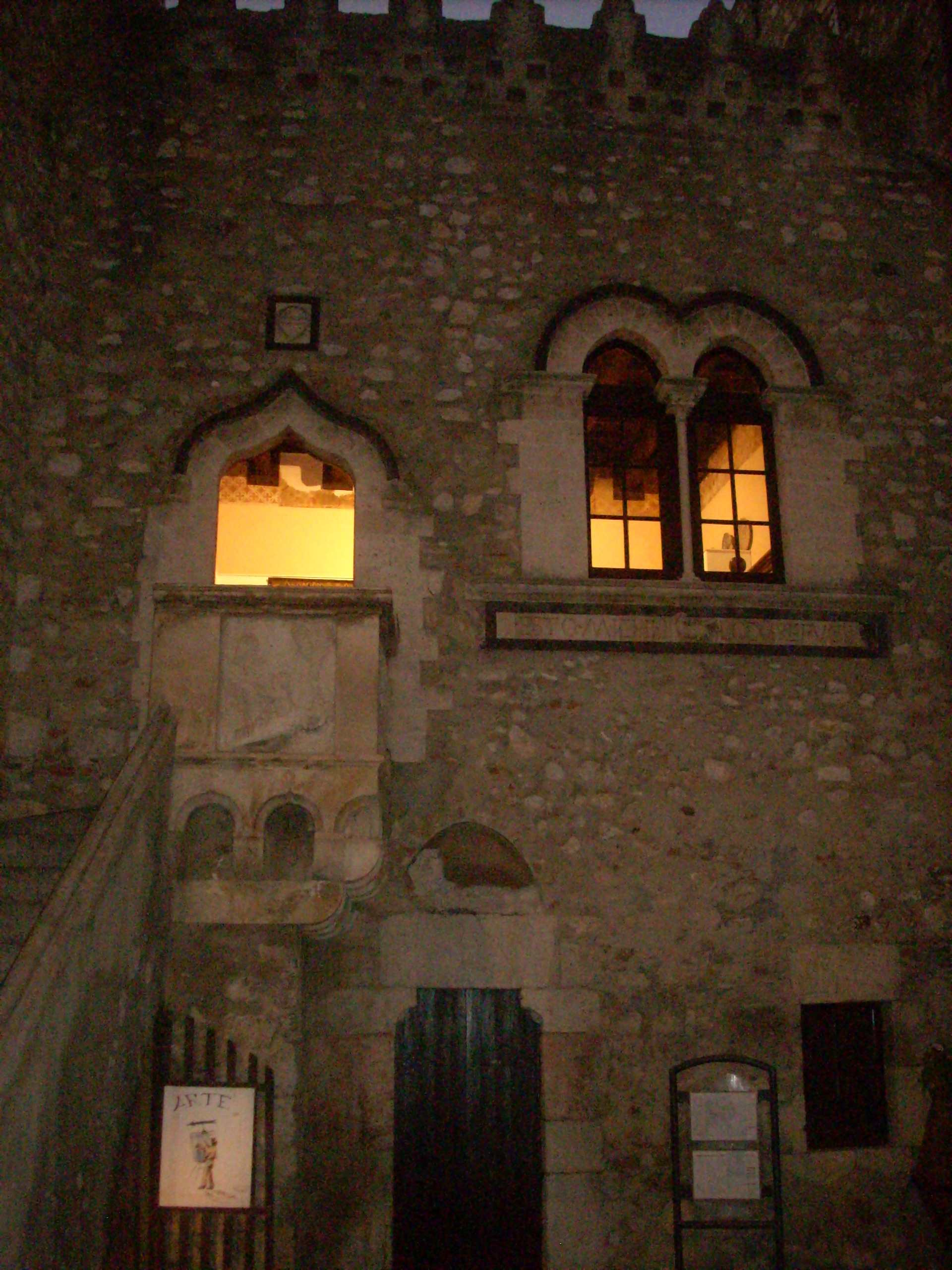
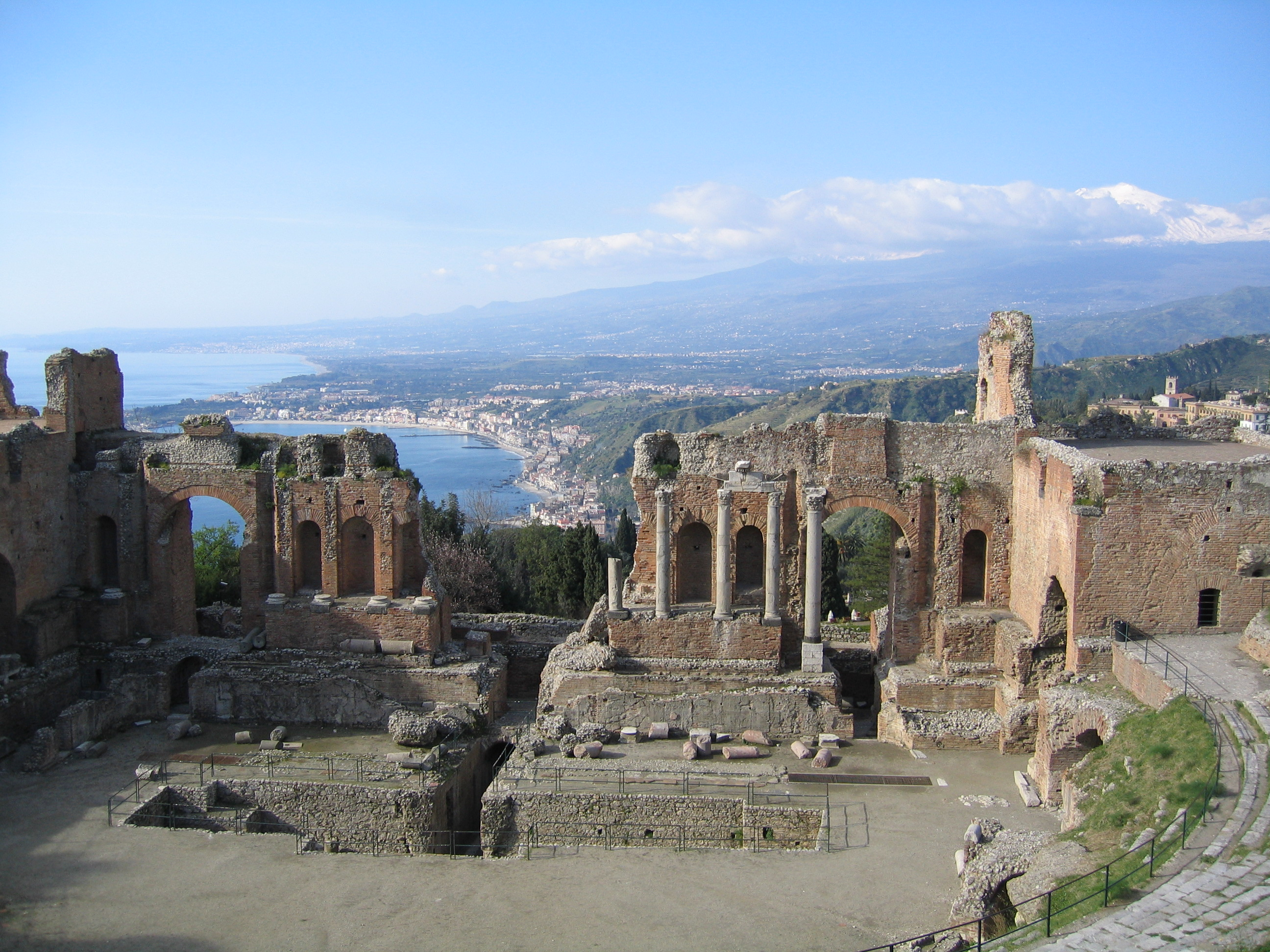
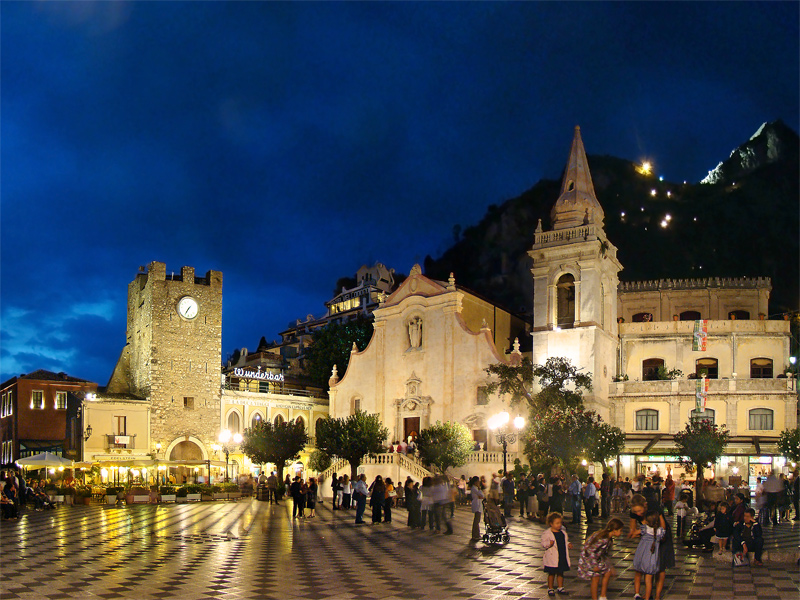
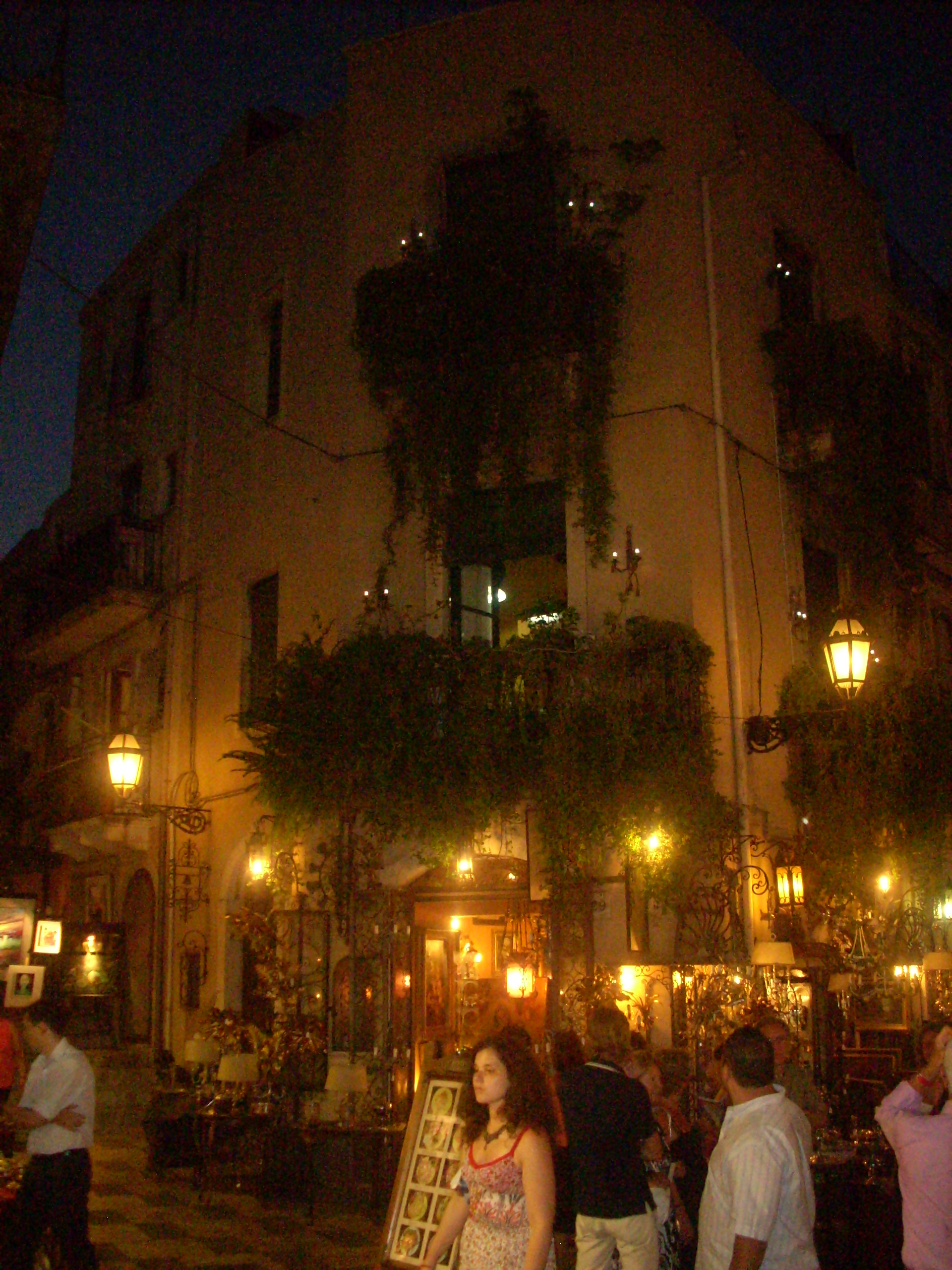
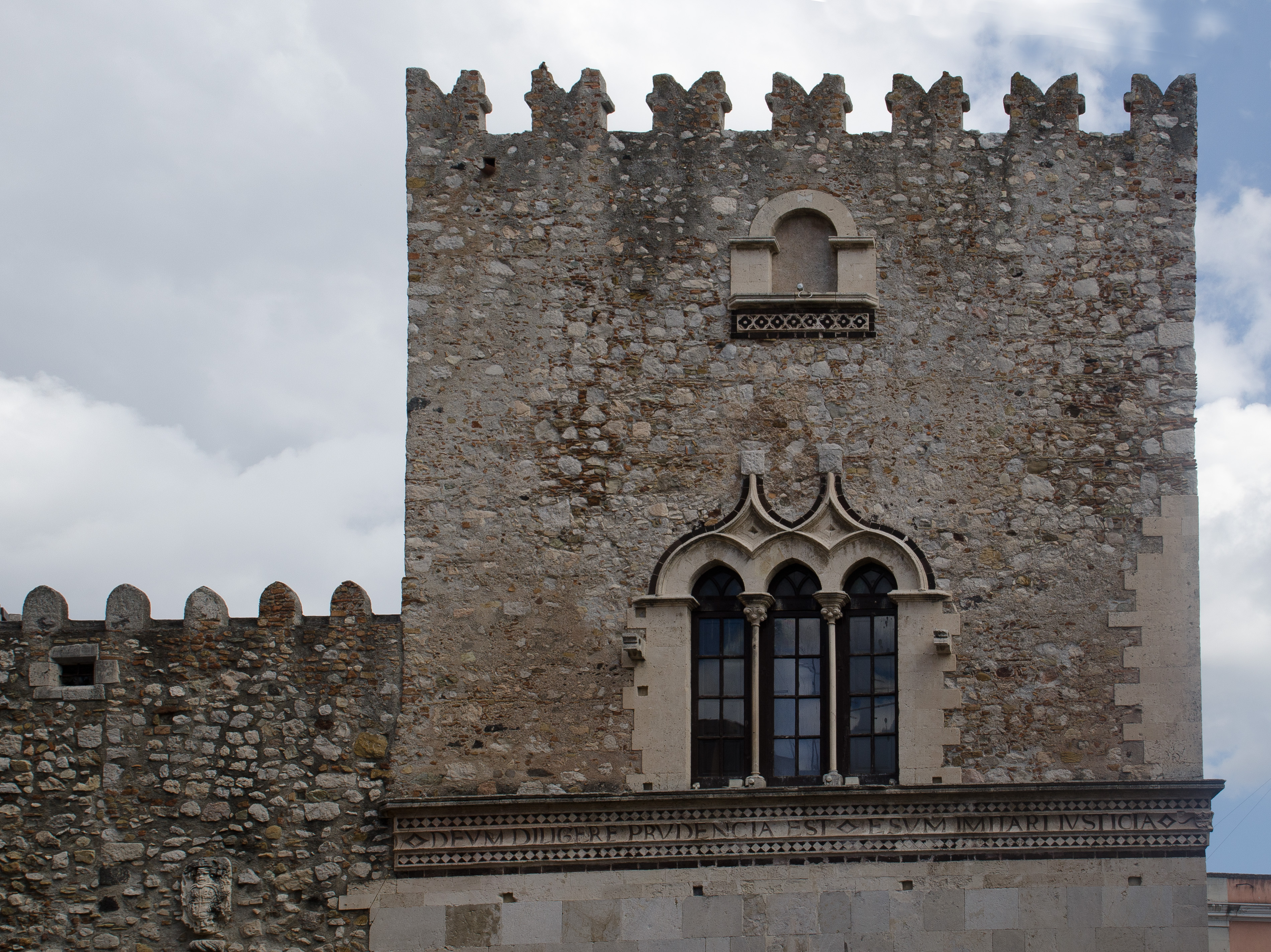
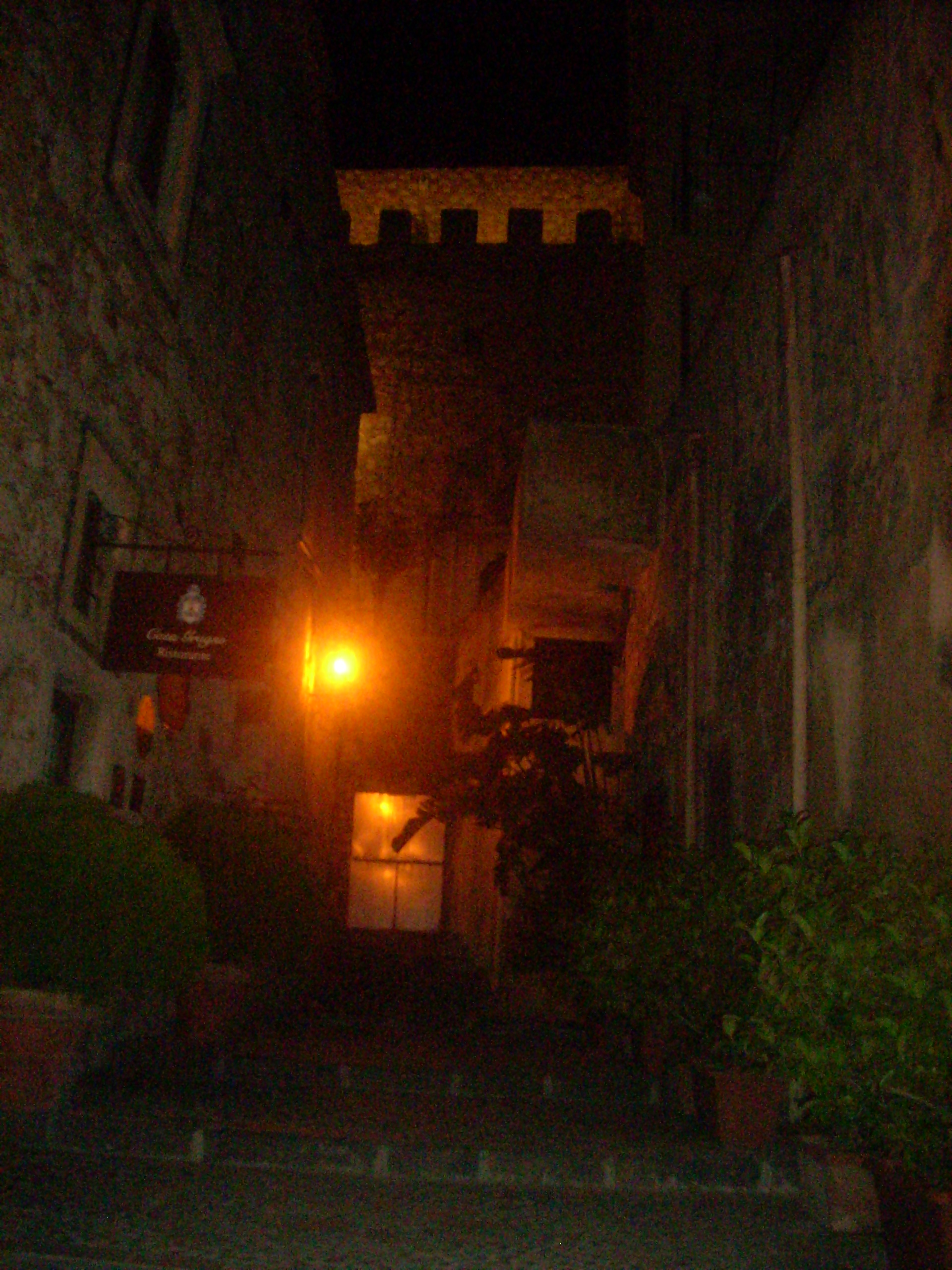
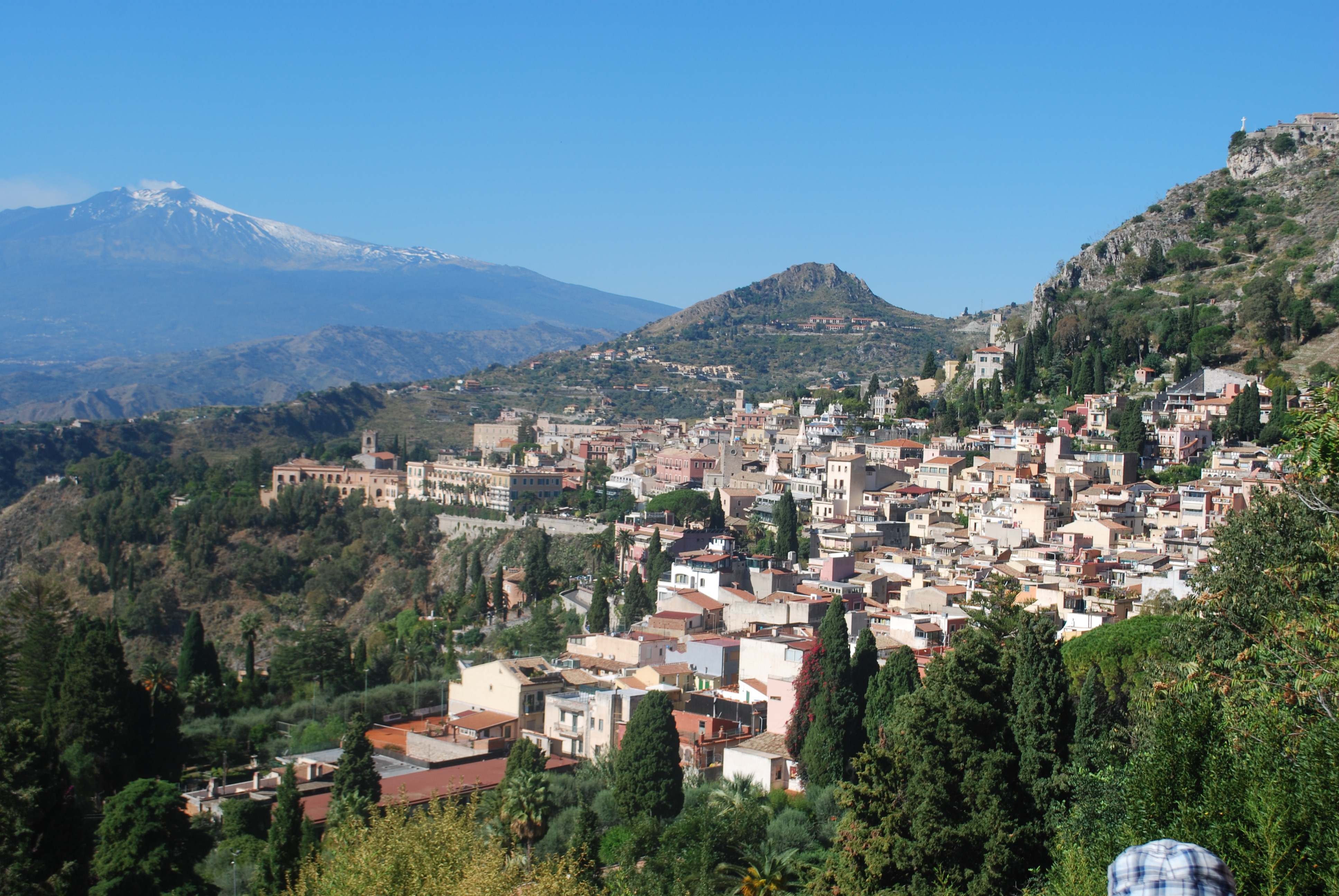

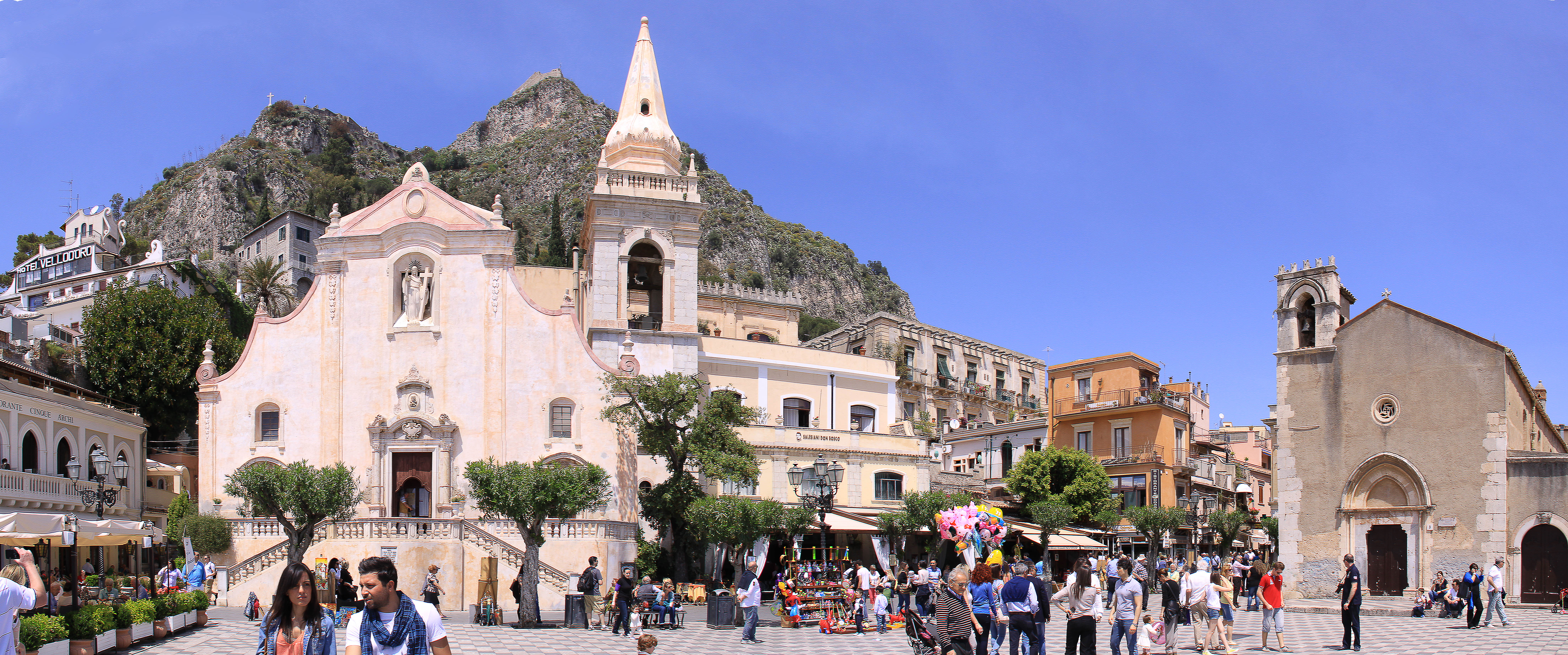